# Puumalavirus
Puumalavirus (Puumala orthohantavirus) är en virusart inom släktet Orthohantavirus, där puumalavirus är en av släktets 35 arter.

## Struktur
Puumalavirus är små, sfäriska virioner med enkelsträngat (ss)RNA med negativ polaritet som arvsmassa och med ett membranhölje runt sig. Två virala glykoproteiner, GN och Gc, förekommer på membranets yta. Viruset är ca 100 nm i diameter och genomet består av tre RNA-segment av negativ polaritet.
Puumalaviruset replikeras i cytoplasman. Eftersom det är ett minussträngat RNA-virus så måste det först kopieras innan virusets proteiner kan translateras.

## Förekomst och epidemiologi
Puumalavirus orsakar sjukdomen sorkfeber  (Nephropathia epidemica), en zoonos som i Skandinavien sprids framför allt av skogssorken (Myodes glareolus) som också är den huvudsakliga reservoaren och utbrotten når sin höjdpunkt samtidigt som sorkpopulationen når sin, vilket vanligtvis sker vart tredje till fjärde år. Sorken är enbart bärare av viruset och insjuknar inte själv. Spridningen sker enbart från sork till människa och inte mellan människor.
Viruset förekommer i stora delar av Europa; främst i Finland och Ryssland väster om Uralbergen, men det förekommer även i Danmark, Tyskland, Frankrike och i andra västeuropeiska länder. Viruset är uppkallat efter orten Puumala i Finland där det första virusisolatet upptäcktes.
Puumalavirus är i Sverige geografiskt i huvudsak avgränsat till norr om Dalälven, men under senare år har smittillfällen skett även så långt söderut som i Skåne. Förklaringen till den långsamma spridningen kan vara att sorkfeber är en sjukdom där viruset spridits av skogssork via Finland. Eftersom sorkar är djur med mycket små revir så sprids sjukdomen långsamt och endast över land. Det finns fall beskrivna från alla Sveriges landsting, men i många fall har patienten blivit smittad i en annan del av landet än där diagnos ställts.

## Historik
Sorkfeber, sjukdomen som orsakas av puumalavirus beskrevs 1934 av två svenska läkare, Gustaf Myhrman och Sten Zetterholm, som oberoende av varandra studerat sjukdomen. Viruset upptäcktes 1982 i ett virusisolat från Puumala i Finland. Åren 2007-08 inträffade i norra Sverige det hittills största rapporterade utbrottet i landet. Detta gav upphov till en stor ökning i förekomst av antikroppar mot Puumala-virus hos människorna i Norr- och Västerbotten.

## Patogenes
Puumalavirus kan infektera de flesta celler i kroppen. Efter inandning av viruskontaminerade sorkextrakt startar infektionen i lungorna och sprids sedan via blodet. Forskning har visat att Puumalavirus kan vara smittsamt utanför värden i två veckor och i vissa fall även mer. Det förefaller inte som att viruset i sig själv är cellpatogent utan det är den smittades överaktiva immunförsvar som påverkar sjukdomsförloppet.

## Behandling/Provtagning
Puumalaviruset ger för det mesta upphov till ganska lindriga symptom och någon specifik botande behandling saknas. Diagnosen ställs genom påvisande av virusspecifikt IgM eller molekylärbiologisk undersökning, främst PCR. Man har testat antiviral behandling med olika preparat, men utan säkert positivt resultat. Inom några veckor läker sjukdomen vanligen ut av sig själv men kan orsaka lång konvalescens och dialysbehandling kan övergående krävas i vissa svåra fall.

## Förebyggande åtgärder
För att reducera risken för smitta bör man i första hand försvåra för skogssorkar att få tillgång till utrymmen där människor vistas. Eftersom människor ofta smittas vid inandning av aerosol innehållande viruspartiklar bör man även undvika att röra upp damm där man misstänker att skogssorken har vistats. Det är bättre att våttorka, eventuellt med tillsats som förstör virusets hölje. Vid kontakt med sorkar eller deras lämningar skall skyddshandskar används och noggrann handhygien skall ske efteråt. Vid risk för luftburen smitta kan man använda andningsskydd (minst filterklass 2).